# Calogero Bagarella

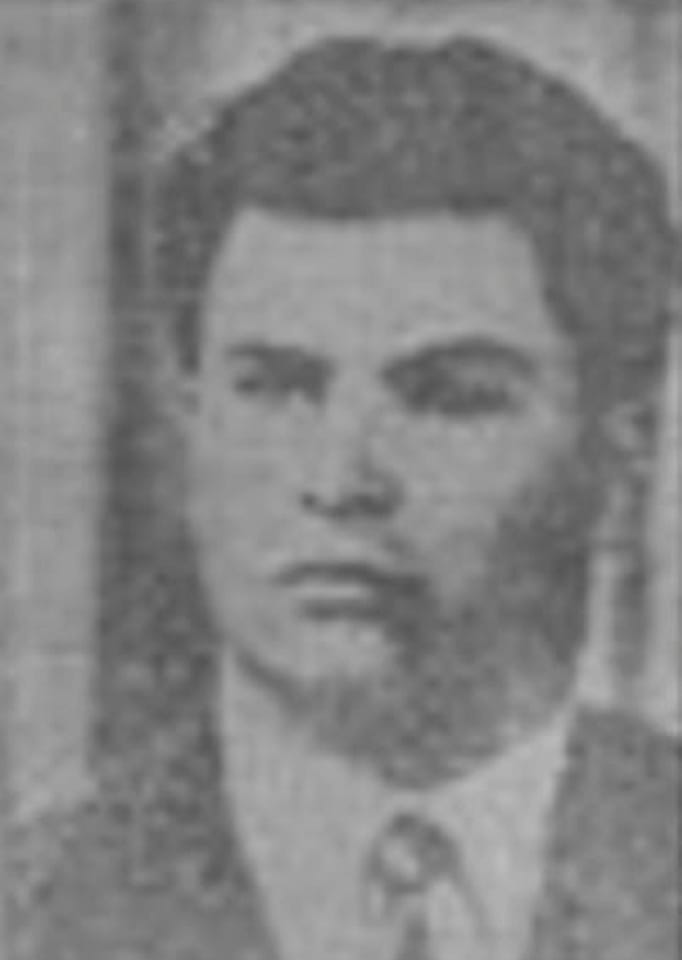
Calogero Bagarella

Calogero Bagarella (Corleone, 14 gennaio 1935 – Palermo, 10 dicembre 1969) è stato un mafioso italiano, legato a Cosa Nostra.

## Biografia
Nacque nel 1935, secondogenito di sei figli (nell'ordine: Giuseppe, Calogero, Manuela, Leoluca, Antonietta e Maria Matilde) da Salvatore Bagarella e Lucia Mondello.
Tra il 1963 e il 1968, Salvatore Bagarella fu mandato al confino nel nord Italia per crimini di mafia; stessa sorte toccò al fratello Giuseppe che morì in prigione nel 1972. Lucia pertanto fu costretta a lavorare in casa da parrucchiera per portare avanti i figli che intanto andavano a scuola. Calogero lavorava in un mulino con il suo amico d'infanzia Bernardo Provenzano, ma a malapena riusciva a guadagnare qualcosa per portare a casa un po' di farina per sfamare i suoi familiari.
A partire dalla seconda metà degli anni cinquanta si legò alla mafia come luogotenente di Luciano Liggio insieme a Bernardo Provenzano e al suo amico Totò Riina, che era in quegli anni fidanzato con Antonietta Bagarella, una delle sorelle minori di Calogero, che sposò nel 1974.
Nel 1957, assieme al fratello Giuseppe commise l'omicidio dell'allevatore Ambrogio Miceli, ex pretendente della sorella Maria Matilde, ucciso perché infamava l'onore di quest'ultima. Suo fratello maggiore Giuseppe venne arrestato, mentre lui, da quel momento, diventerà latitante e ci resterà fino alla sua morte, ovvero il 10 dicembre 1969, anche se di fatto verrà inserito nella lista dei grandi latitanti per oltre trent'anni, dato che in quegli anni si pensava che fosse ancora vivo.
Il 6 settembre 1958 Bagarella partecipò, assieme ai suoi compagni Totò Riina e Bernardo Provenzano, a un conflitto a fuoco contro i mafiosi avversari Marco Marino, Giovanni Marino e Pietro Maiuri.
Dal 1958 al 1963 Bagarella ha combattuto nella faida interna alla famiglia mafiosa di Corleone, che vedeva contrapposti Luciano Liggio e il capo storico Michele Navarra, e che ha visto prevalere Liggio e i suoi con l'uccisione di Michele Navarra.
Nel tempo Bagarella divenne, assieme a Riina e Provenzano, uno dei killer più spietati.
Fu processato in contumacia e poi prosciolto da ogni accusa a Bari l'11 giugno 1969.

### Morte
Il 10 dicembre 1969 morì in un conflitto a fuoco con il boss Michele Cavataio, che passerà alla storia come strage di viale Lazio.
Il cadavere fu portato via da Totò Riina, Bernardo Provenzano e dal resto del commando omicida e non venendo mai ritrovato diede adito alle voci che lo volevano ancora vivo e scappato in Sud America.  Calogero Bagarella comparve ancora nella lista dei grandi latitanti per oltre trent'anni (era ricercato dal 1957), sino alle dichiarazioni del pentito Antonino Calderone, che nel 1987 ricostruì la dinamica della strage di viale Lazio chiarendo che fosse morto in quella circostanza.